# Atractus serranus
Atractus serranus este o specie de șerpi din genul Atractus, familia Colubridae, descrisă de Amaral 1930. Conform Catalogue of Life specia Atractus serranus nu are subspecii cunoscute.